# Markus Zadra
Markus Zadra (* 26. Januar 1965 in Bozen) ist siebenfacher Kickboxweltmeister und Delegierter des offiziellen italienischen Fachsportverbandes FITA (Federazione Italiana Taekwondo) in Südtirol. Er widmete sich seit seiner Jugend den fernöstlichen Kampfsportarten, besonders Karate, Kickboxen und seit dem Jahre 2000 Taekwondo.

## Leben
1981 wurde Zadra Mitglied im Karateclub Auer und stieg nach zwei Jahren vom Karate auf das Kickboxen um. 1986 legte er dann die Prüfung zum 1. Dan (Meistergrad) im Kickboxen des italienischen Fachsportverbandes FIAM (Federazione Italiana Arti Marziali), die heute in FIKBMS (Federazione Italiana Kickboxing Muay Thai Savate Shoot Boxe) umbenannt wurde und den offiziellen Fachsportverband im Kickboxen im Nationalen Olympischen Komitee (CONI) repräsentiert, ab. Weltverband ist die WAKO (World Association of Kickboxing Organizations).
Im Jahre 1988 wurde er erstmals in das Nationalteam einberufen. Im selben Jahr legte er die Prüfung zum 2. Dan ab und konzentrierte sich auf die Disziplin Semikontakt im Kickboxen. 1991 legte er die Prüfung zum 3. Dan ab und im Jahre 1995 wurde ihm der 4. Dan vom Fachsportverband verliehen, nachdem er in Stuttgart in der Hanns-Martin-Schleyer-Halle die Weltmeisterschaft der Amateure gewann.
Am 21. April 1995 wurde Markus Zadra das Sportehrenzeichen und die goldene Ehrennadel des Landes Südtirol für besondere Verdienste um den Südtiroler Sport von Landeshauptmann Luis Durnwalder überreicht.
Seine aktive Karriere als Kickboxer beendete Markus Zadra im Jahre 2000 als amtierender Weltmeister der WAKO-Pro. Als Zeichen seiner Verdienste um den Sport im In- und Ausland wurde ihm von Weltpräsident Ennio Falsoni der 5. Dan verliehen.
Im Jahre 2000, von den Taekwondokämpfen bei Olympischen Spielen in Sydney inspiriert, begann Markus Zadra nochmals von ganz vorne. Seine Vision war, den jungen Athleten in Südtirol das zu ermöglichen, was ihm versagt geblieben war: Die Olympischen Spiele. Kickboxen ist nicht olympisch. Olympische fernöstliche Kampfsportarten sind nur Judo und Taekwondo. Er war damit der Pionier in der kleinen deutschsprachigen Provinz in Italien, zumal es noch keine offizielle Taekwondoschule des italienischen Fachsportverbandes FITA in der gesamten Region gab. 2002 legte er die Prüfung zum 1. Dan (Meistergrad) ab und im selben Jahr die Prüfung zum Trainer mit C-Lizenz im olympischen Taekwondo. Somit waren in Südtirol die Weichen für eine Verbreitung auf lokaler Ebene dieser koreanische Kampfsportart gestellt. Ein Jahr später legte er die Prüfung zum 2. Dan und die Prüfung zum Trainer mit B-Lizenz ab. Vom italienischen Fachsportverband wurde er 2004 zum Verantwortlichen für die Region Trentino/Südtirol ernannt und übt bis heute diese Funktion aus. Ein Jahr später legte er die Prüfung zum 3. Dan ab. 2006 gelang es ihm in Rom erfolgreich zu intervenieren und die Sportautonomie auch im Taekwondo für Südtirol und den Trentino durchzusetzen. Vorausgegangen waren wenig kooperative Jahre mit der Region Friaul Julisch Venetien, in der Südtirol und Trentino einverleibt waren. 2008 bestand er die Prüfung zum Trainer mit A-Lizenz und ein Jahr darauf die Prüfung zum 4. Dan und 2013 zum 5. Dan.
Im Februar 2009 wurde er vom Präsidenten des italienischen Taekwondoverbandes FITA und dem Vizepräsidenten des Weltverbandes WTF, Dr. Sun Jae Park für seine Verdienste um den Taekwondo Sport in Italien ausgezeichnet.
Im Juni 2010 erhielt er gleich zwei internationale Würdigungen. Aus den Händen des Präsidenten der ETU (European Taekwondo Union) Athanasios Pragalos und des Generalsekretärs Gerrit Eissink erhielt er den Preis für seinen Einsatz für das Taekwondo in Europa.
Der Österreichische Taekwondoverband OTDV unter Präsident Ma. Bernhard Brugger und Generalsekretär Christian Huber verliehen ihm aufgrund besonderer Verdienste um
den Taekwondo Sport das Ehrenzeichen in Gold.

## Qualifikation
Meistergrad 5. Dan der WAKO (World Association of Kickboxing Organizations), Meistergrad 5. Dan der World Tea-Kwon-Do-Federation, Trainerdiplom A (maestro)
der FITA (Federazione Italiana Taekwondo)

## Erfolge

### Kickboxen
- 2000 Weltmeister WAKO-PRO im Mittelgewicht–79 kg (Gegner Francis Kitoko, Frankreich)
- 2000 1. Platz „Weltcup“ Irish Open in Dublin (Irland)
- 1999 1. Platz Weltcup Teamfight Wörgl (Österreich)
- 1998 Bronzemedaille „US Open“ Orlando Florida (USA),
- 1998 Weltmeister WAKO-PRO im Mittelgewicht –79 kg (Gegner Carl Gauthier, Kanada)
- 1998 1. Platz Weltcup Piacenza (Italien)
- 1998 Europameister WAKO Amateure im Mittelgewicht –79 kg in Kiew (Ukraine) - Finalkampf gegen Daniel Weil (Deutschland)
- 1997 Weltmeister WAKO-PRO im Mittelgewicht–79 kg (Gegner Morten Spissoy, Norwegen)
- 1997 Weltmeister Mannschaftswettbewerb WAKO-PRO Teamfight Casale Monferrato (Italien) mit Emanuele Bozzolani u. Marco Cugliersi. Gegner Team USA mit Richard Plowden, John Payton u. Chris Rappold
- 1997 Bronzemedaille Weltmeisterschaft WAKO Amateure in Danzig (Polen)
- 1997 Erster Italienmeister FIKEDA (FIAM-IAKSA-FENASCO)
- 1996 Weltmeister WAKO-PRO im Mittelgewicht –79 kg (Gegner Robert Perry, USA)
- 1996 Silbermedaille Weltcup Turin (Italien)
- 1996 1. Platz „Vienna Open“ in Wien (Österreich)
- 1995 Weltmeister WAKO-Amateure im Mittelgewicht -79 kg in Stuttgart (Deutschland) - Finalkampf gegen Peter Edwards (Großbritannien)
- 1995 Weltmeister WAKO-PRO im Mittelgewicht–79 kg, (Gegner Alberto Montrond, USA)
- 1994 Erster Weltmeister WAKO-PRO im Mittelgewicht–79 kg, (Gegner Ralf Kunzler, Deutschland)
- 1994 Silbermedaille Europameisterschaft WAKO Amateure -79 kg in Helsinki (Finnland)
- 1993 Bronzemedaille Weltmeisterschaft WAKO Amateure -79 kg in Atlantic City (USA)
- 1992 Silbermedaille Europameisterschaft WAKO Amateure -79 kg in Varna (Bulgarien)
- 1991 Bronzemedaille „US Open“ Orlando, Florida (USA)
- 1990 1. Platz „Grand Championship“ in Philadelphia (USA)
- 1990 Silbermedaille Europameisterschaft WAKO Amateure -79 kg in Madrid (Spanien)

- 5-facher Europacupsieger 1989, 91, 92, 93, 95
- 10-facher Italienmeister 1989, 90, 91, 92, 93, 94, 95, 96, 97, 98
- 2-facher Mannschaftsitalienmeister 1993, 1997
- Mannschaftsitalienmeister mit der Regionalauswahl 1991
- 16-facher Italiencupsieger

### Tae-Kwon-Do
- 2013 Bronzemedaille - World Master Games + 80 kg - Torino
- 2011 Silbermedaille - European Master Games + 80 kg - Lignano Sabbiadoro (UD)
- 2008 1. Platz International Taekwondo Open + 80 kg - Rimini